# Festival Internacional de Cine de Venecia de 1963
La 24ª Mostra de Venecia se celebró del 24 de agosto al 7 de septiembre de 1963.

## Jurado
Internacional
- Arturo Lanocita(Presidente)[2]
- Sergei Gerasimov
- Lewis Jacobs
- Hidemi Kon
- Claude Mauriac
- Guido Aristarco
- Piero Gadda Conti

Mostra del Film per Ragazzi
- Sergei Obraztsov (Presidente)
- Giuseppe Flores D'Arcais
- Vatroslav Mimica
- Jirí Trnka
- Maria Signorelli

Mostra del Film Documentario
- Joris Ivens (Presidente)
- Michele Gandin
- Pavel Hobl
- Ernesto G. Laura
- Folco Quilici

Mostra del Film sull'Arte
- John Grierson (Presidente)
- Vittorio De Seta
- Ermanno Olmi
- Henri Storck
- Dennis Wahren

## Películas

### Sección oficial
Las películas siguientes se presentaron en la sección oficial:
| Título en español                 | Título original                | Director(es)         | País            |
| --------------------------------- | ------------------------------ | -------------------- | --------------- |
| Pensión a la italiana             | Mare matto                     | Renato Castellani    | Italia          |
| Las manos sobre la ciudad         | Le mani sulla città            | Francesco Rosi       | Italia          |
| Dragées au poivre                 | Dragées au poivre              | Jacques Baratier     | Francia         |
| Humano                            | Ningen                         | Kaneto Shindô        | Japón           |
| Fogosa criatura del planeta Ultra | Omicron                        | Ugo Gregoretti       | Italia          |
| Milczenie                         | Milczenie                      | Kazimierz Kutz       | Polonia         |
| Bolshaya doroga                   | Bolshaya doroga                | Yuri Ozerov          | URSS            |
| The Cool World                    | The Cool World                 | Shirley Clarke       | EE. UU.         |
| Billy, el embustero               | Billy Liar                     | John Schlesinger     | Reino Unido     |
| El fuego fatuo                    | Le feu follet                  | Louis Malle          | Francia         |
| Hud                               | Hud                            | Martin Ritt          | EE. UU.         |
| Muriel                            | Muriel ou le Temps d'un retour | Alain Resnais        | Francia         |
| Nunca pasa nada                   | Nunca pasa nada                | Juan Antonio Bardem  | España          |
| El sirviente                      | The servant                    | Joseph Losey         | Reino Unido     |
| El infierno del odio              | Tengoku to Jigoku              | Akira Kurosawa       | Japón           |
| Tom Jones                         | Tom Jones                      | Tony Richardson      | Reino Unido     |
| El verdugo                        | El verdugo                     | Luis García Berlanga | España          |
| Introduction                      | Vstuplijenije                  | Igor Talankin        | URSS            |
| El helecho dorado                 | Zlaté kapradí                  | Jiří Weiss           | Chechoslovaquia |

Ópera prima
| Título en español         | Título original           | Director(es)                                | País        |
| ------------------------- | ------------------------- | ------------------------------------------- | ----------- |
| Greenwich Village Story   | Greenwich Village Story   | Jack O'Connell                              | Reino Unido |
| Chi lavora è perduto      | Chi lavora è perduto      | Tinto Brass                                 | Italia      |
| En söndag i september     | En söndag i september     | Jörn Donner                                 | Suecia      |
| El demonio                | Il demonio                | Brunello Rondi                              | Francia     |
| El terrorista             | Il terrorista             | Gianfranco De Bosio                         | Italia      |
| La belle vie              | La belle vie              | Robert Enrico                               | Francia     |
| Le Joli Mai               | Le Joli Mai               | Chris Marker, Pierre Lhomme                 | Francia     |
| Storie sulla sabbia       | Storie sulla sabbia       | Riccardo Fellini                            | Italia      |
| Un tentativo sentimentale | Un tentativo sentimentale | Pasquale Festa Campanile, Massimo Franciosa | Italia      |

Fuera de concurso
| Título en español      | Título original            | Director(es)                                    | País    |
| ---------------------- | -------------------------- | ----------------------------------------------- | ------- |
| Laugh with Max Linder  | En compagnie de Max Linder | Maud Linder                                     | Francia |
| I misteri di Roma      | I misteri di Roma          | Gianni Bisiach, Libero Bizzarri                 | Italia  |
| Pour la suite du monde | Pour la suite du monde     | Pierre Perrault, Marcel Carrière, Michel Brault | Canadá  |
| The chair              | The chair                  | Robert Drew                                     | RFA     |
| Primary                | Primary                    | Richard Leacock                                 | EE. UU. |
| Rose et Landry (corto) | Rose et Landry (corto)     | Pierre Perrault, Marcel Carrière, Michel Brault | Canadá  |

### 14. Mostra Internazionale del Film Documentario[6]
Experimental
| Título original           | Director(es)    | País      |
| ------------------------- | --------------- | --------- |
| Adam and Eve              | Dusan Marek     | Australia |
| Concerto pour violoncelle | Monique Lepeuve | Francia   |

Narrativas
| Título original                         | Director(es)                     | País     |
| --------------------------------------- | -------------------------------- | -------- |
| Dispetto                                | Mario Gallo                      | Italia   |
| Histoire d'un petit garçon devenu grand | Guy Gilles, François Reichenbach | Francia  |
| Le finestre                             | Gianfranco Mingozzi              | RFA      |
| The Triumph of Lester Snapwell          | James Calhoun                    | EE. UU.  |
| Verão Coincidente                       | António de Macedo                | Portugal |

Animación
| Título original               | Director(es)    | País           |
| ----------------------------- | --------------- | -------------- |
| Hamilton the Musical Elephant | John Halas      | Reino Unido    |
| Icarus Montgolfier Wright     | Osmond Evans    | EE. UU.        |
| L'Amour                       | Yoji Kuri       | Japón          |
| La cinémathèque française     | Jean Herman     | Francia        |
| Maître                        | Jacques Leroux  | Francia        |
| Romance                       | Bretislav Pojar | Checoslovaquia |
| Sirène                        | Jean Hurtado    | Francia        |
| The hole                      | John Hubley     | EE. UU.        |

Geográfico, etnográfico y de folklore
| Título original      | Director(es)    | País        |
| -------------------- | --------------- | ----------- |
| Along the Sepik      | Ian Dunlop      | Australia   |
| North to the Dales   | Ronald Craigen  | Reino Unido |
| The Pitcairn People  | Peter Newington | Reino Unido |
| Un present de feuvle | Jacques Brissot | Francia     |

Deportivos y turísticos
| Título original  | Director(es)             | País    |
| ---------------- | ------------------------ | ------- |
| Ctyrsta generace | Frantisek Papousek       | EE. UU. |
| Team, Team, Team | James Salter, Lane Slate | EE. UU. |

Divulgación e información técnica y científica
| Título original         | Director(es)         | País        |
| ----------------------- | -------------------- | ----------- |
| Corps Profond           | Robert Ellis Miller  | EE. UU.     |
| Frontiers of Friction   | Peter De Normanville | Reino Unido |
| The High Lonesome Sound | John Cohen           | EE. UU.     |
| Thirty Million Letters  | James Ritchie        | EE. UU.     |

Cultural y educativo
| Título original               | Director(es)                      | País        |
| ----------------------------- | --------------------------------- | ----------- |
| Abel Gance, hier et demain    | Nelly Kaplan                      | Francia     |
| Album Fleischera              | Janusz Majewski                   | RFA         |
| C'è una terra nell'oceano     | Gaidanim                          | URSS        |
| Il risorgimento oggi          | Michele Gandin                    | Italia      |
| Crkve brvnare                 | Ratomir Ivkovic                   | Yugoslavia  |
| El camino real                | Jaime Prades                      | España      |
| Forets, Richesses Ivoiriennes | Lucien Kleinpeter, Maurice Boudal | Francia     |
| Le démon des marais           | Guy Dhuit                         | Francia     |
| Pierwszy krok                 | Kazimierz Karabasz                | Polonia     |
| Suita polska                  | Jan Lomnicki                      | Polonia     |
| Szentgalleni kaland           | István Imre                       | Hungría     |
| The war game                  | Mai Zetterling                    | Reino Unido |

Vida contemporánea y documentación social
| Título original | Director(es)                       | País           |
| --------------- | ---------------------------------- | -------------- |
| 111th Street    | Arnold Federbush                   | EE. UU.        |
| Chi è di scena  | Mauro Severino                     | Italia         |
| E.H.R.D.        | Peter A. Sabino                    | EE. UU.        |
| Machorka-Muff   | Danièle Huillet, Jean-Marie Straub | Francia        |
| Pirin pee       | Konstantin Kostov                  | Bulgaria       |
| Pytel blech     | Vera Chytilová                     | EE. UU.        |
| Zablácené mesto | Václav Táborsky                    | Checoslovaquia |
| Zeleznicári     | Evald Schorm                       | Italia         |

### 6.ª Mostra Internazionale del Film sull'Arte
| Título original        | Director(es)  | País       |
| ---------------------- | ------------- | ---------- |
| Chagall                | Lauro Venturi | Francia    |
| Milena Pavlovic Barili | Ljubisa Jocic | Yugoslavia |
| Painting a province    | Kirk Jones    | Canadá     |
| Radacini               | Mirel Iliesiu | Rumanía    |
| Sidney Nolan           | Dahl Collings | Australia  |

## Retrospectivas
En esta edición, se centró en un espacio dedicado al padre del cine Louis Lumière, otro llamado centrado en el cine escandinavo entre 1907 y 1954.

## Premios[8]
- León de Oro: Las manos sobre la ciudad de  Francesco Rosi
- Premio especial del jurado: 
  - El fuego fatuo de Louis Malle
  - Vstuplenie de Igor Talankin
- Copa Volpi al mejor actor: Albert Finney por Tom Jones
- Copa Volpi a la mejor actriz: Delphine Seyrig por Muriel
- Mejor ópera prima: 
  - En söndag i september de Jörn Donner
  - Le Joli Mai de Chris Marker, Pierre Lhomme
- Mejor cortometraje: The War Game de Mai Zetterling
- Premio San Jorge: Vstuplenie de Igor Talankin
- Premio FIPRESCI: El verdugo de Luis García Berlanga
- Premio OCIC: Hud de Martin Ritt
- Premio UNICRIT: Muriel de Alain Resnais
- Premio Pasinetti: 
  - El fuego fatuo de Louis Malle (Oficial)
  - El terrorista de Gianfranco De Bosio (secciones paralelas)
- Gran Premio León de San Marco: Zablácené mesto de Václav Táborsky
- Premio de la ciudad de Venecia: El terrorista de Gianfranco De Bosio